# Pływanie na Igrzyskach Afrykańskich 2019
Pływanie na Igrzyskach Afrykańskich 2019 odbywało się w dniach 21–24 sierpnia 2019 roku w Complexe Sportif Mohammed V położonym w Casablance.
Podczas zawodów pobito piętnaście rekordów kontynentu.

## Podsumowanie

### Klasyfikacja medalowa
| Klasyfikacja medalowa | Klasyfikacja medalowa | Klasyfikacja medalowa | Klasyfikacja medalowa | Klasyfikacja medalowa | Klasyfikacja medalowa |
| Miejsce               | Państwo               | Złoto                 | Srebro                | Brąz                  | Razem                 |
| --------------------- | --------------------- | --------------------- | --------------------- | --------------------- | --------------------- |
| 1                     | Południowa Afryka     | 20                    | 13                    | 12                    | 45                    |
| 2                     | Egipt                 | 14                    | 17                    | 10                    | 41                    |
| 3                     | Algieria              | 5                     | 7                     | 8                     | 20                    |
| 4                     | Seszele               | 2                     | 1                     | 1                     | 4                     |
| 5                     | Tunezja               | 1                     | 3                     | 2                     | 6                     |
| 6                     | Botswana              | 0                     | 1                     | 1                     | 2                     |
| 7                     | Maroko                | 0                     | 0                     | 4                     | 4                     |
| 8                     | Angola                | 0                     | 0                     | 1                     | 1                     |
| 9                     | Kenia                 | 0                     | 0                     | 1                     | 1                     |
| 10                    | Zambia                | 0                     | 0                     | 1                     | 1                     |
| 11                    | Zimbabwe              | 0                     | 0                     | 1                     | 1                     |
| Razem                 | Razem                 | 42                    | 42                    | 42                    | 126                   |

### Medaliści
| Konkurencja             | 1. miejsce | 1. miejsce | 2. miejsce | 2. miejsce | 3. miejsce | 3. miejsce |
| Mężczyźni               | Mężczyźni | Mężczyźni  | Mężczyźni | Mężczyźni  | |            |
| ----------------------- | --- | ---------- | --- | ---------- | --- | ---------- |
| 50m stylem dowolnym     | Ali Khalafalla | 22.17      | Oussama Sahnoune | 22.19      | Bradley Tandy | 22.21      |
| 100m stylem dowolnym    | Oussama Sahnoune | 48.97      | Ali Khalafalla | 49.81      | Mohamed Samy | 49.85      |
| 200m stylem dowolnym    | Marwan Elkamash | 1:49.10    | Mohamed Lagili | 1:49.22    | Yassin Elshamaa | 1:49.40    |
| 400m stylem dowolnym    | Mohamed Lagili | 3:48.94    | Marwan Elkamash | 3:50.95    | Ahmed Akram | 3:51.81    |
| 800m stylem dowolnym    | Ahmed Akram | 7:57.21    | Mohamed Lagili | 7:57.87    | Marwan Elkamash | 8:06.90    |
| 1500m stylem dowolnym   | Ahmed Akram | 15:19.49   | Mohamed Lagili | 15:26.15   | Marwan El-Amrawy | 15:32.43   |
| 50m stylem grzbietowym  | Mohamed Samy | 25.26      | Abdellah Ardjoune | 25.61      | Driss Lahrichi | 26.12      |
| 100m stylem grzbietowym | Abdellah Ardjoune | 55.02      | Mohamed Samy | 55.57      | Martin Binedell | 56.20      |
| 200m stylem grzbietowym | Martin Binedell | 1:59.03    | Abdellah Ardjoune | 2:00.38    | Yassin Elshamaa | 2:03.17    |
| 50m stylem klasycznym   | Michael Houlie | 27.41      | Youssef El-Kamash | 27.52      | Wassim Elloumi | 28.27      |
| 100m stylem klasycznym  | Alaric Basson | 1:00.96    | Youssef El-Kamash | 1:01.52    | Michael Houlie | 1:01.55    |
| 200m stylem klasycznym  | Alaric Basson | 2:14.21    | Youssef El-Kamash | 2:14.83    | Adnan Beji | 2:15.73    |
| 50m stylem motylkowym   | Abdelrahman Elaraby | 23.81      | Ali Khalafalla | 23.88      | Ryan Coetzee | 24.04      |
| 100m stylem motylkowym  | Ryan Coetzee | 53.70      | Alard Basson | 53.88      | Yusuf Tibazi | 53.89      |
| 200m stylem motylkowym  | Jaouad Syoud | 2:01.01    | Lounis Khendriche | 2:02.49    | Ahmed Salem | 2:03.79    |
| 200m stylem zmiennym    | Jaouad Syoud | 2:02.49    | Yassin Elshamaa | 2:03.98    | Neil Fair | 2:04.15    |
| 400m stylem zmiennym    | Ramzi Chouchar | 4:23.53    | Ayrton Sweeney | 4:26.88    | Ahmed Salem | 4:28.35    |
| 4×100m stylem dowolnym  | Południowa Afryka · Bradley Tandy (51.05) · Ryan Coetzee (50.61) · Martin Binedell (50.12) · Douglas Erasmus (49.85)                                                              | 3:21.63    | Egipt · Abdelrahman Elaraby (51.57) · Marwan Elkamash (51.59) · Ali Khalafalla (49.27) · Mohamed Samy (49.40)                                                               | 3:21.83    | Maroko · Souhail Hamouchane (52.11) · Driss Lahrichi (51.44) · Merwane El Merini (52.04) · Samy Boutouil (50.33)                                                           | 3:25.92    |
| 4×200m stylem dowolnym  | Egipt · Marwan El-Amrawy (1:50.98) · Ahmed Akram (1:50.98) · Marwan Elkamash (1:53.02) · Yassin Elshamaa (1:50.43)                                                                | 7:25.41    | Południowa Afryka · Martin Binedell (1:51.87) · Brent Szurdoki (1:50.79) · Alard Basson (1:56.70) · Alaric Basson (1:55.77)                                                 | 7:35.13    | Algieria · Mohamed Anisse Djaballah (1:53.54) · Lounis Khendriche (1:54.87) · Ramzi Chouchar (1:55.28) · Moncef Aymen Balamane (1:57.80)                                   | 7:41.49    |
| 4×100m stylem zmiennym  | Południowa Afryka · Martin Binedell (56.46) · Alaric Basson (1:00.70) · Ryan Coetzee (53.18) · Douglas Erasmus (49.90)                                                            | 3:40.24    | Egipt · Mohamed Samy (56.84) · Youssef El-Kamash (1:01.17) · Khaled Morad (55.17) · Ali Khalafalla (48.92)                                                                  | 3:42.10    | Algieria · Abdellah Ardjoune (56.30) · Moncef Aymen Balamane (1:02.38) · Jaouad Syoud (54.01) · Mehdi Nazim Benbara (50.78)                                                | 3:43.47    |
| Kobiety                 | |            | |            | |            |
| 50m stylem dowolnym     | Erin Gallagher | 24.95      | Farida Osman | 25.06      | Emma Chelius | 25.25      |
| 100m stylem dowolnym    | Erin Gallagher | 55.13      | Farida Osman | 55.62      | Emma Chelius | 55.86      |
| 200m stylem dowolnym    | Hania Moro | 2:04.31    | Christin Mundell | 2:04.75    | Majda Chebaraka | 2:05.51    |
| 400m stylem dowolnym    | Hania Moro | 4:21.36    | Christin Mundell | 4:22.95    | Majda Chebaraka | 4:24.60    |
| 800m stylem dowolnym    | Hania Moro | 8:54.01    | Samantha Randle | 8:55.32    | Majda Chebaraka | 9:07.21    |
| 1500m stylem dowolnym   | Hania Moro | 17:06.71   | Samantha Randle | 17:11.07   | Carla Antonopoulos | 17:22.15   |
| 50m stylem grzbietowym  | Erin Gallagher | 29.05      | Felicity Passon | 29.17      | Naomi Ruele | 29.22      |
| 100m stylem grzbietowym | Felicity Passon | 1:02.42    | Naomi Ruele | 1:02.62    | Kerryn Herbst | 1:03.76    |
| 200m stylem grzbietowym | Felicity Passon | 2:14.55    | Samantha Randle | 2:15.55    | Robyn Lee | 2:22.50    |
| 50m stylem klasycznym   | Kaylene Corbett | 32.20      | Christin Mundell | 32.70      | Tilka Paljk | 32.92      |
| 100m stylem klasycznym  | Kaylene Corbett | 1:09.75    | Christin Mundell | 1:10.67    | Sarah Soliman | 1:13.36    |
| 200m stylem klasycznym  | Kaylene Corbett | 2:29.23    | Christin Mundell | 2:35.30    | Rawan Eldamaty | 2:39.22    |
| 50m stylem motylkowym   | Farida Osman | 25.94      | Erin Gallagher | 26.24      | Emma Chelius | 27.40      |
| 100m stylem motylkowym  | Farida Osman | 58.79      | Erin Gallagher | 59.34      | Felicity Passon | 1:00.61    |
| 200m stylem motylkowym  | Nour Elgendy | 2:18.21    | Hamida Rania Nefsi | 2:20.33    | Lia Lima | 2:21.51    |
| 200m stylem zmiennym    | Jessica Whelan | 2:19.44    | Hamida Rania Nefsi | 2:20.57    | Christin Mundell | 2:21.70    |
| 400m stylem zmiennym    | Samantha Randle | 4:55.31    | Hamida Rania Nefsi | 4:58.55    | Jessica Whelan | 5:01.35    |
| 4×100m stylem dowolnym  | Południowa Afryka · Erin Gallagher (55.42) · Jessica Whelan (58.83) · Kerryn Herbst (58.32) · Emma Chelius (56.31)                                                                | 3:48.88    | Egipt · Amina Elsebelgy (59.00) · Yasmin Hassan (59.11) · Hania Moro (58.97) · Farida Osman (56.45)                                                                         | 3:53.53    | Algieria · Amel Melih (57.07) · Hamida Rania Nefsi (59.63) · Sara El Tahawi (1:02.02) · Majda Chebaraka (59.56)                                                            | 3:58.28    |
| 4×200m stylem dowolnym  | Południowa Afryka · Christin Mundell (2:05.98) · Jessica Whelan (2:08.07) · Carla Antonopoulos (2:09.67) · Erin Gallagher (2:06.85)                                               | 8:30.57    | Egipt · Nour Elgendy (2:12.37) · Logaine Abdellatif (2:10.35) · Farida Samra (2:09.24) · Hania Moro (2:08.33)                                                               | 8:40.29    | Algieria · Majda Chebaraka (2:08.34) · Amel Melih (2:07.99) · Sara El Tahawi (2:16.42) · Hamida Rania Nefsi (2:10.00)                                                      | 8:42.75    |
| 4×100m stylem zmiennym  | Południowa Afryka · Kerryn Herbst (1:04.40) · Kaylene Corbett (1:10.88) · Erin Gallagher (1:00.27) · Emma Chelius (56.87)                                                         | 4:12.42    | Egipt · Rola Hussein (1:05.96) · Sarah Soliman (1:13.53) · Farida Osman (1:00.94) · Hania Moro (59.64)                                                                      | 4:20.07    | Kenia · Sylvia Brunlehner (1:06.94) · Rebecca Kamau (1:13.87) · Emily Muteti (1:02.80) · Maria Brunlehner (58.11)                                                          | 4:21.72    |
| Mieszane                | |            | |            | |            |
| 4×100m stylem dowolnym  | Południowa Afryka · Douglas Erasmus (50.42) · Ryan Coetzee (49.74) · Emma Chelius (55.87) · Erin Gallagher (55.21) · Carla Antonopoulos · Bradley Tandy · Kerryn Herbst           | 3:31.24    | Egipt · Mohamed Samy (49.86) · Ali Khalafalla (49.75) · Amina Elsebelgy (58.27) · Farida Osman (56.43) · Abdelrahman Elaraby · Amina Elsebelgy · Ahmed Salem · Farida Samra | 3:34.31    | Algieria · Mehdi Nazim Benbara (51.69) · Jaouad Syoud (50.39) · Amel Melih (58.02) · Majda Chebaraka (59.72) · Moncef Aymen Balamane · Ramzi Chouchar · Hamida Rania Nefsi | 3:39.82    |
| 4×100m stylem zmiennym  | Południowa Afryka · Martin Binedell (55.43) · Michael Houlie (59.96) · Erin Gallagher (58.98) · Emma Chelius (56.39) · Neil Fair · Kaylene Corbett · Alard Basson · Kerryn Herbst | 3:50.76    | Egipt · Mohamed Samy (55.28) · Youssef El-Kamash (1:00.83) · Farida Osman (59.09) · Amina Elsebelgy (58.73) · Rola Hussein · Mohamed Eissawy · Ali Khalafalla               | 3:53.93    | Maroko · Driss Lahrichi (56.55) · Hiba Laknit (1:16.02) · Yusuf Tibazi (55.59) · Noura Mana (1:00.12) · Adil Assouab · Samy Boutouil                                       | 4:08.28    |